# Східна Вірменія
Східна Вірменія (вірм. Արևելյան Հայաստան Закавказька (кавказька) Вірменія, також Перс-Вірменія для періоду IV—VII ст., Російська Вірменія для періоду XIX, початку XX століть — термін, яким в історіографії позначаються східні області історичної Вірменії. Кордоном між Західною і Східною Вірменією є Араратська долина, яка була центром культури і державності вірмен.

## Історія терміна
Спочатку термін використовувався для найменування східної частини Вірменського царства, розділеної між Римом і Сасанідською Персією] в 387 році. Після розділу регіону між Османською імперією і Персією за мировою угодою 1639 року, термін був введений географами, істориками і мандрівниками для позначення тієї частини вірменських земель, яка відійшла до Персії (на схід від річки Ахурян), яка включала в себе адміністративні одиниці Чухур-Саад (Єреван і Нахічевань) і Карабах (власне Карабах, а також Гянджа і Зангезур).

## Географія
Східна Вірменія займає область Араратської долини і прилеглих до неї гірських областей Малого Кавказу — Сюник, Лорі, Тавуш і т. д., таким чином включає в себе всю територію Республіки Вірменія і Нагірний Карабах. У більш широкому сенсі становить східну половину Вірменського нагір'я/Вірменії — кавказьку частину (Південний Кавказ) і прилеглі області, історично заселялися або населені вірменами, повністю або частково включає в себе 7 історичних вірменських провінцій: Айрарат, Гугарк, Сюнік, Арцах, Утік, Нор -Шіракан, а також східні гавари провінції Васпуракан.
- Айрарат: Ангех, Ані, Армавір, Аршакаван, Арташаті, Багаран, Ервандакерт, Єрвандашат, Карс, Когб, Шіракаван, Вагаршапат, Єреван, Зарехаван, Ордору, Алвар, Кумайрі, Ду, Вагаршаван, Салкора, Мажанкерт, Арамана, Блур, Вагаршакерт, Ехегяк, Аравютан, Дзірав, Шаапіван, Татсон, Аруча, Ацюн, Ерінд, Тамбат, Угер гюх, Акорі, Парахот, Цолакерт, Кохба, Кагзван, Заріпат, Еразгаворс, Аргіна, Шіракашат, Мастару, Мрен, Талін, Кваш, Ахцк, Егвард, Ошакан, Мецамор, Тандзут, Касах, Бжні, Кечаруйк, ОВК, Гетиці, Портак, Артаваздакан, Айлаберк, Арамонк, НРЦ, Арац.
- Гугарк : Ардахан, Гадженк, Каджац, Каджатун, Кхарджк, Джавахк, Богнапор, Гогшен, Цахка, Штеа, Одзун, Дсех, Тавуш, Лорі .
- Сюнік — Мегри, Ковсакан, Капан, Шагат, Мозн, Горіс, Зангахан, Міджнаван, Накорзан, Алє, Унчанк, Ангехакот, Арпа, Єхегіс, Джермук, Васакашен, Сотка, Гехакуні, Норатус.
- Арцах: Астхаблур, Кохтев, Парісос, Геташен, Вайкунік, Цар.[18][19][20][21].
- Утік: Тигранакерт, Партай, Байлакана, Гардман, Шамхор, Гандзак, Ашу.[22][23]
- Васпуракан і Нор-Шіракан: Храм, Нахіджеван, Арксат, Ковакк, Сараван, Маку, Джуга, Бакуракерт, Гхер, Зарехаван, Урмія, Шарур.[24][25][26]

## Історія
Термін «Східна Вірменія» вперше був вжитий в кінці IV століття, коли Вірменське царство, ставши ареною суперництва між Римською імперією і Сасанідським Іраном було розділене в 387 році на Східну і Західну. Приблизно 3/4 Вірменського царства (провінції Айрарат, Сюнік, Васпуракан, Туруберан, Мокк, Тайк, частина Гугарка) утворили васальну область, під пануванням Сасанідів.
На перших порах в Західній Вірменії та Східній Вірменії, була збережена номінальна влада вірменських царів, але вже в 428 році вона була скасована, і останній представник династії вірменських Аршакідів — Арташес IV, був позбавлений трону. З цього періоду Східну Вірменію також називали «Перс-Вірменією» і стала перським марзпанством.

### II розділ Вірменії
У 591 році Вірменія знову була розділена. Велика частина вірменських земель в складі держави Сасанідів була завойована Візантією в ході ірано-візантійської війни 571 -591 рр. .

### Арабське панування
В середині VII століття Східна Вірменія потрапила під панування Арабського халіфату. Пізніше, в 639 році до халіфату були приєднані землі Західної Вірменії.

### Багратидська Вірменія
У 885 році було утворено Вірменське царство Багратидів. Воно охоплювало більшу частину Східної Вірменії. У Східній Вірменії знаходилась частина Анійського царства — Сюнік (пізніше Сюнікське царство), Гугарк (пізніше Ташир-Дзорагетське царство) і Хачен (в Нагірному Карабасі). У 1045 році єдине Вірменське царство впало, але територіальна цілісність Вірменії зберігалася в умовах іноземного панування.

### Пізніше і високе середньовіччя
У XVI — XVII століттях величезного лиха завдали Вірменії безперервні турецько-перські війни, які велися за контроль над Вірменією. Згідно з Амасійським договором 1555 року Східна Вірменія відійшла до сефевідського Ірану, а Західна Вірменія — до Османської Туреччини. Турецько-перський кордон на вірменських землях проходив по річці Ахурян, горах Вірменський ланцюг і Загрос. Після цього розділу терміни «Східна Вірменія» і "Західна Вірменія " знову увійшли у вжиток.

## Карти
|  |  |  |  |
|  |  |  |  |
|  |  |  |  |
|  |  |  |  |

## посилання
- Східна Вірменія [Архівовано 12 січня 2020 у Wayback Machine.]
- Східна Вірменія в складі Російської імперії [Архівовано 28 березня 2009 у Wayback Machine.]
- Вірменія в другій половині XVII—XVIII ст. [Архівовано 5 лютого 2008 у Wayback Machine.] Внутрішня історія Вірменії [Архівовано 5 лютого 2008 у Wayback Machine.]
- Г. [Архівовано 28 січня 2020 у Wayback Machine.] Г. [Архівовано 28 січня 2020 у Wayback Machine.] Саркісян. [Архівовано 28 січня 2020 у Wayback Machine.] Населення Східної Вірменії в XIX-початку XX ст. Етнодемографічний дослідження, Єреван, Изд-во Гітутюн "НАН РА, 2002 [Архівовано 28 січня 2020 у Wayback Machine.]
- Звільнення Східної Вірменії від ханського ярма [Архівовано 28 березня 2009 у Wayback Machine.]